# ألبرت ديفيد
ألبرت ديفيد (بالإنجليزية: Albert David) هو ضابط أمريكي، ولد في 18 يوليو 1902 في ماريفيل في الولايات المتحدة، وتوفي في 17 سبتمبر 1945 في نورفولك في الولايات المتحدة.